# Kent Motors Company
Kent Motors Company war ein US-amerikanischer Hersteller von Automobilen.

## Unternehmensgeschichte
Die Kent Motors Corporation war ein Autohaus in New York City. Spezialität war der Export nach Lateinamerika. Für 1916 war der Einstieg in die eigene Automobilproduktion geplant. Dazu wurde im September 1916 die Kent Motors Company in Newark in New Jersey gegründet. Zu den Gründern gehörten F. H. Clarke, H. F. Clarke, R. J. Cosgrove, Lloyd H. Foster, Wallace A. Hood, F. J. Nagel und J. H. Simpson. Ein Stück Land am Passaic River im nahe gelegenen Belleville wurde für den Bau einer Fabrik erworben. Im Oktober 1916 begann die Produktion von Automobilen. Der Markenname lautete Kent. Ab Januar 1917 wurden Anteile am Unternehmen verkauft. Im Mai 1917 folgte der Bankrott. Damit endete die Produktion. Einige Personen der Geschäftsleitung wurden im Juli 1917 wegen Betruges angeklagt und im November 1917 verurteilt.

## Fahrzeuge
Im Angebot stand nur ein Modell. Es hatte einen Vierzylindermotor von der Continental Motors Company mit 40 PS Leistung. Das Fahrgestell hatte 295 cm Radstand. Zur Wahl standen Aufbauten als Tourenwagen mit fünf Sitzen und als Club Roadster mit vier Sitzen.